# 살림 아흐메드 살림

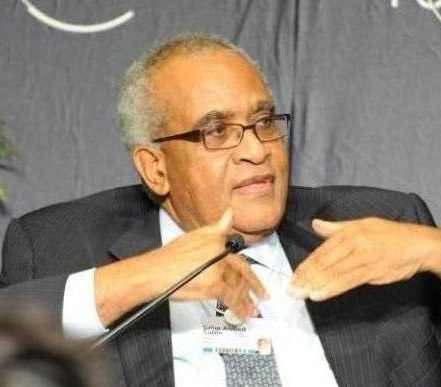
살림 아흐메드 살림

살림 아흐메드 살림(아랍어: سليم احمد سليم, 스와힐리어: Salim Ahmad Salim, 1942년 1월 23일 ~ )은 탄자니아의 정치인, 외교관이다. 잔지바르에서 오만계·인도계 가문의 아들로 태어났으며 델리 대학교, 컬럼비아 대학교 국제 공공 정책 대학원을 졸업했다.

## 주요 경력
- 1964년 ~ 1965년: 이집트 주재 탄자니아 대사
- 1965년 ~ 1968년: 인도 주재 탄자니아 고등판무관
- 1969년 ~ 1970년: 중국 주재 탄자니아 대사
- 1970년 ~ 1980년: 유엔 주재 탄자니아 대사
- 1970년 ~ 1980년: 쿠바 주재 탄자니아 대사
- 1970년 ~ 1980년: 가이아나, 바베이도스, 자메이카, 트리니다드 토바고 주재 탄자니아 고등판무관
- 1979년 ~ 1980년: 유엔 총회 의장
- 1981년 ~ 1984년: 탄자니아 외무부 장관
- 1984년 4월 24일 ~ 1985년 11월 5일: 탄자니아의 총리
- 1986년 ~ 1989년: 탄자니아 국방부 장관
- 1989년 ~ 2001년: 아프리카 통일 기구 사무총장
- 2004년 ~ 2008년: 아프리카 연합 다르푸르 분쟁 특사